# Austria ai XX Giochi olimpici invernali
L'Austria ha partecipato ai XX Giochi olimpici invernali di Torino, che si sono svolti dal 10 al 26 febbraio 2006, con una delegazione di 82 atleti.

## Medaglie

### Medagliere per discipline
| Sport             | Oro | Argento | Bronzo | Totale |
| ----------------- | --- | ------- | ------ | ------ |
| Sci alpino        | 4   | 5       | 5      | 14     |
| Combinata nordica | 2   | 1       | 0      | 3      |
| Salto con gli sci | 2   | 1       | 0      | 3      |
| Slittino          | 1   | 0       | 0      | 1      |
| Sci di fondo      | 0   | 0       | 1      | 1      |
| Snowboard         | 0   | 0       | 1      | 1      |
| Totale            | 9   | 7       | 7      | 23     |

### Medaglie d'oro
| Medaglia | Nome                                                                 | Sport             | Evento                   |
| -------- | -------------------------------------------------------------------- | ----------------- | ------------------------ |
| Oro      | Christoph Bieler, Felix Gottwald, Michael Gruber, Mario Stecher      | Salto con gli sci | Gara a squadre           |
| Oro      | Felix Gottwald                                                       | Salto con gli sci | Sprint individuale       |
| Oro      | Wolfgang Loitzl, Andreas Kofler, Thomas Morgenstern Andreas Widhölzl | Salto con gli sci | Gara a squadre           |
| Oro      | Thomas Morgenstern                                                   | Salto con gli sci | Individuale LH           |
| Oro      | Michaela Dorfmeister                                                 | Sci alpino        | Discesa libera femminile |
| Oro      | Michaela Dorfmeister                                                 | Sci alpino        | Supergigante femminile   |
| Oro      | Benjamin Raich                                                       | Sci alpino        | Slalom gigante maschile  |
| Oro      | Benjamin Raich                                                       | Sci alpino        | Slalom speciale maschile |
| Oro      | Andreas Linger, Wolfgang Linger                                      | Slittino          | Doppio                   |

### Medaglie d'argento
| Medaglia | Nome               | Sport             | Evento                    |
| -------- | ------------------ | ----------------- | ------------------------- |
| Argento  | Felix Gottwald     | Salto con gli sci | Individuale maschile      |
| Argento  | Andreas Kofler     | Salto con gli sci | Individuale LH            |
| Argento  | Michael Walchhofer | Sci alpino        | Discesa libera maschile   |
| Argento  | Hermann Maier      | Sci alpino        | Supergigante maschile     |
| Argento  | Reinfried Herbst   | Sci alpino        | Slalom speciale maschile  |
| Argento  | Nicole Hosp        | Sci alpino        | Slalom speciale femminile |
| Argento  | Marlies Schild     | Sci alpino        | Combinata femminile       |

### Medaglie di bronzo
| Medaglia | Nome                  | Sport             | Evento                            |
| -------- | --------------------- | ----------------- | --------------------------------- |
| Bronzo   | Hermann Maier         | Sci alpino        | Slalom gigante maschile           |
| Bronzo   | Rainer Schönfelder    | Sci alpino        | Slalom speciale maschile          |
| Bronzo   | Alexandra Meissnitzer | Sci alpino        | Supergigante femminile            |
| Bronzo   | Marlies Schild        | Sci alpino        | Slalom speciale femminile         |
| Bronzo   | Rainer Schönfelder    | Sci alpino        | Combinata maschile                |
| Bronzo   | Michail Botvinov      | Salto con gli sci | 50 km tecnica libera maschile     |
| Bronzo   | Siegfried Grabner     | Salto con gli sci | Slalom gigante parallelo maschile |

## Biathlon
I risultati di Wolfgang Perner e Wolfgang Rottmann sono stati annullati in quanto squalificati per violazione della normativa antidoping.
| Gara                        | Atleta                                                             | Risultati    | Risultati    | Risultati    |
| Gara                        | Atleta                                                             | Tempo        | Penalità     | Piazzamento  |
| --------------------------- | ------------------------------------------------------------------ | ------------ | ------------ | ------------ |
| Sprint individuale maschile | Ludwig Gredler                                                     | 29'17"6      | 4            | 53           |
| Sprint individuale maschile | Wolfgang Perner                                                    | Squalificato | Squalificato | Squalificato |
| Sprint individuale maschile | Wolfgang Rottmann                                                  | Squalificato | Squalificato | Squalificato |
| Sprint individuale maschile | Christoph Sumann                                                   | 27'43"2      | 2            | 15           |
| Inseguimento maschile       | Ludwig Gredler                                                     | 40'57"55     | 10           | 45           |
| Inseguimento maschile       | Wolfgang Perner                                                    | Squalificato | Squalificato | Squalificato |
| Inseguimento maschile       | Wolfgang Rottmann                                                  | Squalificato | Squalificato | Squalificato |
| Inseguimento maschile       | Christoph Sumann                                                   | 36'39"70     | 2            | 7            |
| Individuale maschile        | Ludwig Gredler                                                     | 59'55"1      | 3            | 41           |
| Individuale maschile        | Daniel Mesotitsch                                                  | 1:01'59"7    | 5            | 59           |
| Individuale maschile        | Wolfgang Perner                                                    | Squalificato | Squalificato | Squalificato |
| Individuale maschile        | Friedrich Pinter                                                   | 58'25"7      | 1            | 26           |
| Mass start maschile         | Christoph Sumann                                                   | 48'17"4      | 2            | 9            |
| Staffetta maschile          | Ludwig Gredler Daniel Mesotitsch Friedrich Pinter Christoph Sumann | 1:28'26"4    | 12           | 17           |

## Bob
| Gara                   | Equipaggio                                                     | Manche 1 | Manche 2 | Manche 3 | Manche 4 | Totale  | Posizione |
| ---------------------- | -------------------------------------------------------------- | -------- | -------- | -------- | -------- | ------- | --------- |
| Bob a due maschile     | Wolfgang Stampfer Klaus Seelos                                 | 55"92    | 55"94    | 56"57    | 56"90    | 3'45"33 | 10        |
| Bob a due maschile     | Jürgen Loacker Gerhard Köhler                                  | 56"29    | 56"22    | 57"07    | 57"69    | 3'47"27 | 13        |
| Bob a quattro maschile | Wolfgang Stampfer Klaus Seelos Juergen Loacker Hans Peter Welz | 55"77    | 55"83    | 55"73    | 55"53    | 3'42"86 | 13        |

## Combinata nordica
| Gara                  | Atleta                                                       | Salto | Salto | Fondo   | Fondo            | Posizione |
| Gara                  | Atleta                                                       | Punti | Pos.  | Tempo   | Tempo + distacco | Posizione |
| --------------------- | ------------------------------------------------------------ | ----- | ----- | ------- | ---------------- | --------- |
| Sprint                | Christoph Bieler                                             | 115,8 | 8     | 19'04"0 | 19'44"0          | 23        |
| Sprint                | Felix Gottwald                                               | 112,1 | 12    | 17'35"0 | 18'29"0          |           |
| Sprint                | Michael Gruber                                               | 116,9 | 6     | 18'48"3 | 19'23"3          | 13        |
| Sprint                | Mario Stecher                                                | 108,9 | 15    | 18'23"3 | 19'30"3          | 14        |
| Individuale Gundersen | Christoph Bieler                                             | 251,0 | 5     | 41'05"3 | 41'51"3          | 13        |
| Individuale Gundersen | Felix Gottwald                                               | 234,5 | 11    | 38'02"4 | 39'54"4          |           |
| Individuale Gundersen | Michael Gruber                                               | 248,5 | 7     | 40'51"9 | 41'47"9          | 12        |
| Individuale Gundersen | Mario Stecher                                                | 223,0 | 17    | 40'21"2 | 42'59"2          | 19        |
| Gara a squadre        | Christoph Bieler Felix Gottwald Michael Gruber Mario Stecher | 903,2 | 2     | 49'42"6 | 49'52"6          |           |

## Freestyle
| Gara            | Atleta            | Qualificazioni | Qualificazioni | Finale | Finale    |
| Gara            | Atleta            | Punti          | Posizione      | Punti  | Posizione |
| --------------- | ----------------- | -------------- | -------------- | ------ | --------- |
| Gobbe femminile | Margarita Marbler | 24,15          | 6              | 20,79  | 17        |

## Pattinaggio di figura
| Gara                 | Atleta         | Obbligatorio | Obbligatorio | Breve/Originale | Breve/Originale | Libero | Libero | Totale | Totale |
| Gara                 | Atleta         | Punti        | Pos.         | Punti           | Pos.            | Punti  | Pos.   | Punti  | Pos.   |
| -------------------- | -------------- | ------------ | ------------ | --------------- | --------------- | ------ | ------ | ------ | ------ |
| Individuale maschile | Viktor Pfeifer |              |              | 62,17           | 17              | 101,70 | 23     | 163,87 | 22     |

## Pattinaggio di velocità
| Gara   | Atleta      | Tempo   | Posizione |
| ------ | ----------- | ------- | --------- |
| 1500 m | Anna Rokita | 2'20"19 | 27        |
| 3000 m | Anna Rokita | 4'12"87 | 16        |
| 5000 m | Anna Rokita | 7'16"75 | 12        |

## Salto con gli sci
| Gara               | Atleta                                                         | Finale         | Finale          | Finale          | Posizione |
| Gara               | Atleta                                                         | Punti 1° salto | Punti 2° salto  | Punti totali    | Posizione |
| ------------------ | -------------------------------------------------------------- | -------------- | --------------- | --------------- | --------- |
| Trampolino normale | Martin Koch                                                    | 118,0          | 111,5           | 229,5           | 23        |
| Trampolino normale | Andreas Kofler                                                 | 127,0          | 130,5           | 257,7           | 11        |
| Trampolino normale | Thomas Morgenstern                                             | 134,5          | 125,0           | 259,5           | 9         |
| Trampolino normale | Andreas Widhölzl                                               | 120,5          | 123,5           | 244,0           | 17        |
| Trampolino lungo   | Martin Koch                                                    | 94,8           | non qualificato | non qualificato | 32        |
| Trampolino lungo   | Andreas Kofler                                                 | 135,7          | 141,1           | 276,8           |           |
| Trampolino lungo   | Thomas Morgenstern                                             | 131,4          | 145,5           | 276,9           |           |
| Trampolino lungo   | Andreas Widhölzl                                               | 109,9          | 100,2           | 210,1           | 21        |
| Gara a squadre     | Martin Koch Andreas Kofler Thomas Morgenstern Andreas Widhölzl | 472,6          | 511,4           | 984,0           |           |

## Sci alpino
| Gara      | Atleta             | 1° manche  | 2° manche        | Tempo totale | Posizione |  |
| --------- | ------------------ | ---------- | ---------------- | ------------ | --------- |  |
| Slalom    | Reinfried Herbst   | 53"55      | 50"42            | 1'43"97      |           |  |
| Slalom    | Mario Matt         | non finito |                  |              |           |  |
| Slalom    | Benjamin Raich     | 53"37      | 49"77            | 1'43"14      |           |  |
| Slalom    | Rainer Schönfelder | 54"03      | 50"12            | 1'44"15      |           |  |
| Gigante   | Stephan Görgl      | 1'17"15    | non finito       |              |           |  |
| Gigante   | Hermann Maier      | 1'16"83    | 1'18"83          | 2'35"16      |           |  |
| Gigante   | Benjamin Raich     | 1'16"95    | 1'18"05          | 2'35"00      |           |  |
| Gigante   | Rainer Schönfelder | 1'17"49    | 1'19"15          | 2'36"64      | 8         |  |
| Super-g   | Christoph Gruber   | 1'32"00    | 1'32"00          | 1'32"00      | 19        |  |
| Super-g   | Hermann Maier      | 1'30"78    | 1'30"78          | 1'30"78      |           |  |
| Super-g   | Benjamin Raich     | 1'32"05    | 1'32"05          | 1'32"05      | 21        |  |
| Super-g   | Hannes Reichelt    | 1'31"39    | 1'31"39          | 1'31"39      | 10        |  |
| Discesa   | Klaus Kröll        | 1'50"91    | 1'50"91          | 1'50"91      | 22        |  |
| Discesa   | Hermann Maier      | 1'50"00    | 1'50"00          | 1'50"00      | 6         |  |
| Discesa   | Fritz Strobl       | 1'50"12    | 1'50"12          | 1'50"12      | 8         |  |
| Discesa   | Michael Walchhofer | 1'49"52    | 1'49"52          | 1'49"52      |           |  |
| Combinata | Mario Matt         | 1'41"08    | 44"60 1'02"10    | 3'28"78      | 43        |  |
| Combinata | Benjamin Raich     | 1'40"42    | 44"23 non finito |              |           |  |
| Combinata | Rainer Schönfelder | 1'40"02    | 45"67 44"98      | 3'10"67      |           |  |
| Combinata | Michael Walchhofer | 1'39"52    | non finito       |              |           |  |

| Gara      | Atleta                | 1° manche    | 2° manche  | Tempo totale | Posizione |
| --------- | --------------------- | ------------ | ---------- | ------------ | --------- |
| Slalom    | Nicole Hosp           | 42"83        | 46"50      | 1'29"33      |           |
| Slalom    | Michaela Kirchgasser  | 42"97        | 47"31      | 1'30"28      | 5         |
| Slalom    | Marlies Schild        | 43"09        | 46"70      | 1'29"79      |           |
| Slalom    | Kathrin Zettel        | squalificata |            |              |           |
| Gigante   | Nicole Hosp           | 1'01"26      | 1'09"40    | 2'10"66      | 4         |
| Gigante   | Michaela Kirchgasser  | 1'02"22      | non finito |              |           |
| Gigante   | Marlies Schild        | 1'02"68      | 1'10"59    | 2'13"27      | 17        |
| Gigante   | Kathrin Zettel        | 1'01"95      | 1'09"40    | 2'11"35      | 7         |
| Super-g   | Michaela Dorfmeister  | 1'32"47      | 1'32"47    | 1'32"47      |           |
| Super-g   | Andrea Fischbacher    | 1'33"97      | 1'33"97    | 1'33"97      | 13        |
| Super-g   | Renate Götschl        | 1'34"83      | 1'34"83    | 1'34"83      | 28        |
| Super-g   | Alexandra Meissnitzer | 1'33"06      | 1'33"06    | 1'33"06      |           |
| Discesa   | Michaela Dorfmeister  | 1'56"49      | 1'56"49    | 1'56"49      |           |
| Discesa   | Elisabeth Görgl       | non finito   |            |              |           |
| Discesa   | Renate Götschl        | 1'57"20      | 1'57"20    | 1'57"20      | 4         |
| Discesa   | Alexandra Meissnitzer | 1'57"78      | 1'57"78    | 1'57"78      | 8         |
| Combinata | Nicole Hosp           | 38"75 43"32  | 1'31"14    | 2'53"21      | 5         |
| Combinata | Michaela Kirchgasser  | 38"99 43"47  | 1'31"02    | 2'53"48      | 6         |
| Combinata | Marlies Schild        | 38"39 42"83  | 1'30"36    | 2'51"58      |           |
| Combinata | Kathrin Zettel        | 38"77 42"98  | 1'30"66    | 2'52"41      | 4         |

## Sci di fondo
Quattro atleti dello sci di fondo, Roland Diethart, Johannes Eder, Jürgen Pinter e Martin Tauber sono stati squalificati permanentemente dal C.I.O. per violazione della normativa anti-doping e i loro risultati sono stati annullati.
| Gara                   | Atleta                                                   | Tempo d'arrivo | Posizione    |
| ---------------------- | -------------------------------------------------------- | -------------- | ------------ |
| 30 km inseguimento     | Michail Botvinov                                         | 1:17'08"5      | 7            |
| 50 km tecnica libera   | Michail Botvinov                                         | 2:06'12"3      |              |
| 15 km tecnica classica | Martin Tauber                                            | Squalificato   | Squalificato |
| 30 km inseguimento     | Martin Tauber                                            | Squalificato   | Squalificato |
| Staffetta 4x10 km      | Martin Tauber Jürgen Pinter Rolad Diethart Johannes Eder | Squalificati   | Squalificati |

| Gara             | Atleta                      | Qualificazioni | Qualificazioni | Quarti di finale | Quarti di finale | Semifinali      | Semifinali      | Finale       | Finale       |
| Gara             | Atleta                      | Tempo          | Pos.           | Tempo            | Pos.             | Tempo           | Pos.            | Tempo        | Posizione    |
| ---------------- | --------------------------- | -------------- | -------------- | ---------------- | ---------------- | --------------- | --------------- | ------------ | ------------ |
| Individuale      | Martin Stockinger           | 2'20"18        | 25             | 2'27"1           | 4                | Non qualificato | Non qualificato |              |              |
| Individuale      | Harald Wurm                 | 2'20"11        | 24             | 2'23"4           | 5                | Non qualificato | Non qualificato |              |              |
| Sprint a squadre | Johannes Eder Jürgen Pinter | Squalificati   | Squalificati   | Squalificati     | Squalificati     | Squalificati    | Squalificati    | Squalificati | Squalificati |

## Skeleton
| Gara             | Atleta       | Manche 1 | Manche 2 | Totale  | Posizione |
| ---------------- | ------------ | -------- | -------- | ------- | --------- |
| Singolo maschile | Markus Penz  | 59"55    | 59"51    | 1'59"06 | 16        |
| Singolo maschile | Martin Rettl | 59"23    | 59"53    | 1'58"76 | 13        |

## Slittino
| Gara              | Atleta                         | Manche 1 | Manche 2 | Manche 3             | Manche 4             | Totale               | Posizione            |
| ----------------- | ------------------------------ | -------- | -------- | -------------------- | -------------------- | -------------------- | -------------------- |
| Singolo femminile | Veronika Halder                | 47"426   | 47"137   | 47"246               | 47"278               | 3'09"087             | 5                    |
| Singolo femminile | Sonja Manzenreiter             | 47"308   | 47"200   | Non termina la prova | Non termina la prova | Non termina la prova | Non termina la prova |
| Singolo femminile | Nina Reithmayer                | 47"485   | 47"532   | 47"333               | 47"223               | 3'09"573             | 8                    |
| Singolo maschile  | Markus Kleinheinz              | 52"140   | 51"767   | 51"841               | 51"839               | 3'27"587             | 9                    |
| Singolo maschile  | Reiner Margreiter              | 52"200   | 51"880   | 52"234               | 51"800               | 3'28"114             | 12                   |
| Singolo maschile  | Daniel Pfister                 | 52"317   | 52"103   | 52"058               | 51"882               | 3'28"360             | 13                   |
| Doppio maschile   | Andreas Linger Wolfgang Linger | 47"028   | 47"028   | 47"469               | 47"469               | 1'34"497             |                      |
| Doppio maschile   | Markus Schiegl Tobias Schiegl  | 47"108   | 47"108   | 47"843               | 47"843               | 1'34"951             | 4                    |

## Snowboard
| Gara                        | Atleta            | Qualificazioni | Qualificazioni | Ottavi         | Ottavi | Quarti         | Quarti | Semifinale  | Semifinale | Finale      | Finale  |
| --------------------------- | ----------------- | -------------- | -------------- | -------------- | ------ | -------------- | ------ | ----------- | ---------- | ----------- | ------- |
| Gigante parallelo maschile  | Siegfried Grabner | 1'10"65        | 6              | S. Grabner     |        | S. Grabner     |        | S. Grabner  | +0"34      | S. Grabner  |         |
| Gigante parallelo maschile  | Siegfried Grabner | 1'10"65        | 6              | R. Richardsson | +1"44  | H. Inniger     | +0"61  | P. Schoch   |            | M. Bozzetto | +0"41   |
| Gigante parallelo maschile  | Alexander Maier   | Squalificato   | -              |                |        |                |        |             |            |             |         |
| Gigante parallelo maschile  | Andreas Promegger | 1'10"35        | 4              | A. Promegger   | +0"54  |                |        |             |            |             | 9       |
| Gigante parallelo maschile  | Andreas Promegger | 1'10"35        | 4              | M. Bozzetto    |        |                |        |             |            |             | 9       |
| Gigante parallelo maschile  | Harald Walder     | 1'12"11        | 14             | H. Walder      | +0"66  |                |        |             |            |             | 14      |
| Gigante parallelo maschile  | Harald Walder     | 1'12"11        | 14             | H. Inniger     |        |                |        |             |            |             | 14      |
| Gigante parallelo femminile | Doris Gunther     | 1'21"49        | 8              | D. Guenther    | +0"24  | D. Guenther    | +0"66  | D. Guenther |            | D. Guenther | +0"41 4 |
| Gigante parallelo femminile | Doris Gunther     | 1'21"49        | 8              | T.Takeuchi     | +2"29  | Y. Tudegesheva | +8"34  | A. Kober    | +3"76      | R. Fletcher | +0"69   |
| Gigante parallelo femminile | Doresia Krings    | 1'22"02        | 11             | D. Krings      | +1"00  |                |        |             |            |             | 11      |
| Gigante parallelo femminile | Doresia Krings    | 1'22"02        | 11             | D. Meuli       |        |                |        |             |            |             | 11      |
| Gigante parallelo femminile | Heidi Krings      | 1'21"79        | 10             | H. Krings      | +2"06  |                |        |             |            |             | 11      |
| Gigante parallelo femminile | Heidi Krings      | 1'21"79        | 10             | U. Meuli       |        |                |        |             |            |             | 11      |
| Gigante parallelo femminile | Manuela Riegler   | 1'31"72        | 28             |                |        |                |        |             |            |             | 28      |

| Gara                      | Atleta                 | Qualificazioni | Qualificazioni | Ottavi | Quarti | Semifinali | Finale |
| ------------------------- | ---------------------- | -------------- | -------------- | ------ | ------ | ---------- | ------ |
| Snowboard cross maschile  | Mario Fuchs            | 1'22"60        | 26             | 3      |        |            | 30     |
| Snowboard cross maschile  | Lukas Grüner           | 1'21"28        | 11             | 4      |        |            | 19     |
| Snowboard cross maschile  | Dieter Krassnig        | 1'21"00        | 6              | 1      | 2      | 4          | 8      |
| Snowboard cross maschile  | Hans Joerg Unterrainer | 1'22"10        | 17             | 1      | 4      |            | 17     |
| Snowboard cross femminile | Doris Günther          | 1'32"58        | 16             |        | 4      |            | 14     |
| Snowboard cross femminile | Doresia Krings         | 1'30"90        | 10             |        | 4      |            | 13     |